# Station Stadskanaal Pekelderweg
Station Stadskanaal Pekelderweg is een voormalig spoorwegstation aan de spoorlijn Stadskanaal-Zuidbroek in de Nederlandse provincie Groningen.

## Geschiedenis
Op 1 augustus 1910 werd het station geopend onder de naam Station Boerveenschemond. Deze naam werd al in 1916 (na de verbouwing) gewijzigd in Stadskanaal Pekelderweg. Op 17 mei 1953 werd het station gesloten. De perrons en toegangsweg zijn tegenwoordig nog altijd herkenbaar.

## Stationsgebouw
Het stationsgebouw werd een jaar voor de opening in 1909 gebouwd. Het gebouw (van het NOLS-type halte) werd ontworpen door Eduard Cuypers.
Na de doortrekking van de tramlijn Winschoten-Pekela's - Stadskanaal van de Stoomtramweg-Maatschappij Oldambt - Pekela met een brug over het Stadskanaal eindigde de tramlijn bij dit station. Hier bouwde de stoomtrammaatschappij een emplacement voor de overslag van goederen. Het personenvervoer per stoomtram startte nog in 1910, het bestel- en stukgoederenvervoer een jaar later..  De Het stationsgebouw werd vervolgens in 1915 uitgebreid met een grote uitbouw, in een andere stijl, en hernoemd tot Stadskanaal Pekelderweg.
In 1939 werd de stoomtram opgeheven en verdween vervolgens het tramemplacement.
Het personenvervoer stopte op 17 mei 1953. Het goederenvervoer op dit station werd op 3 december 1956 beëindigd. Na stopzetting van het goederentransport via dit station werden de extra sporen opgebroken
In 1970 werd het stationsgebouw (inmiddels verbouwd tot woonhuis) gesloopt.
In 1994 neemt de STAR de spoorlijn in gebruik als museumspoorlijn. In 2007 wordt er weer een omloopspoor bij de locatie van Stadskanaal Pekelderweg gebouwd en wordt die weer herkenbaar in het landschap. Hoewel er een voornemen was om er museumtreinen te laten stoppen, blijven die passeren zonder een stop. Het omloopspoor wordt vooral gebruikt in extra drukke dienstregelingen om tegemoetkomende treinen elkaar te laten passeren. Ook kan het omloopspoor gebruikt worden voor het plaatsen van de STARwagon bij een overnachting.

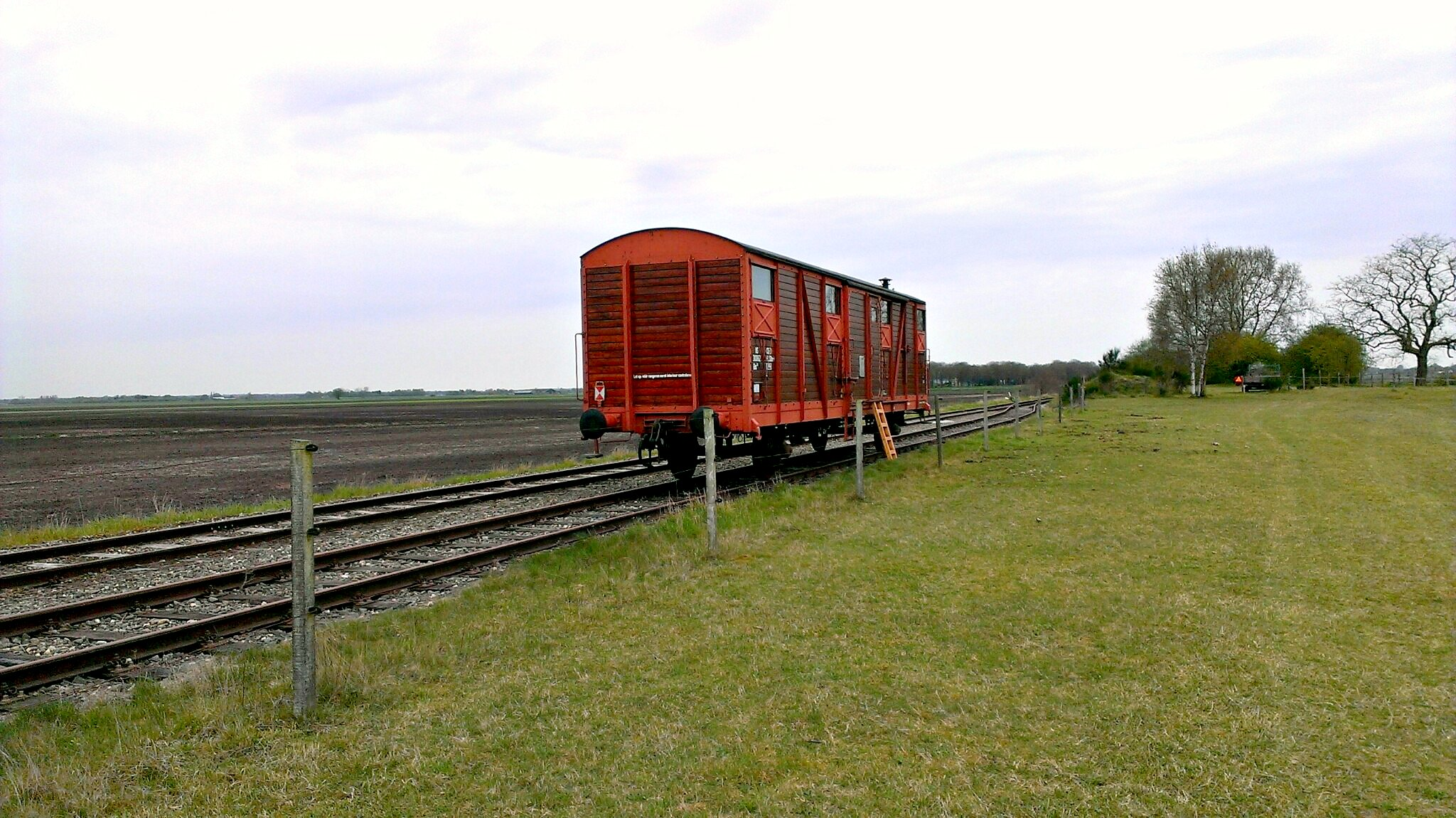
De STARwagon (onderdeel van de Semslinie Kunstlijn) staat voor een overnachting op het omloopspoor